# Pro Evolution Soccer 6
Pro Evolution Soccer 6 (conocido como World Soccer: Winning Eleven 10 en su versión japonesa o Winning Eleven: Pro Evolution Soccer 2007 en su versión estadounidense) es un videojuego de fútbol que se puso a la venta en el año 2006. Fue el sexto videojuego de la serie Pro Evolution Soccer y, además, fue el primero que se vendió para Nintendo DS.
En la portada del videojuego aparece Roque Santa Cruz (en la de Alemania), Luca Toni (en la de Italia), Maciej Żurawski (en la de Polonia), Deco (en la de Portugal), Cesc Fàbregas (en la de España), Kim Källström (en la de Suecia), John Terry (en la del Reino Unido), Thierry Henry y Didier Drogba (en la de Francia), John Aloisi (en la de Australia), Zico y Shunsuke Nakamura (en la de Japón) y la selección coreana en la de (Corea del Sur).

## Modos de juego
- [7]
- Partido: Selecciona este modo para empezar a jugar inmediatamente.
  - Exhibición: Elige un equipo para jugar un partido simple.
  - Partido a penaltis: Solo tiro de penaltis.

- Liga Máster: Este modo te permite hacer la alineación de un equipo a través del perfeccionamiento y el desarrollo del jugador y de los traspasos. La Liga Máster incluye dos competiciones exclusivas del modo:
  - Campeonato de Europa
  - Copa de Europa de la Liga Máster

- Liga: Participa con tu equipo deseado una temporada. El modo liga incluye seis competiciones:
  - Inglaterra: Premier League
  - Francia: Ligue 1
  - Italia: Serie A
  - Países Bajos: Eredivisie
  - España: Liga Española
  - Liga Internacional.

*: Licenciados dos clubes, (Manchester United y Arsenal) nombre y logos de la liga irreales.
Notas

Negrita – Ligas totalmente licenciadas
- Copa: Dispones de varios torneos y de la Copa Konami, donde puedes establecer tu propio formato del torneo. El modo copa incluye seis competiciones:
  - Copa Internacional
  - Copa de Europa
  - La Copa de África
  - Copa de América
  - Copa Asia-Oceanía
  - Copa Konami
  - Reebok Cup

- Partido Internacional: Selecciona un equipo y lucha para ganar la Copa Internacional. Este modo incluye la Copa Internacional con su respectiva fase eliminatoria:
  - Clasificados de Europa
  - Clasificados de América del Norte, Central y el Caribe
  - Clasificados de América del Sur

- Partido selección al azar: en este modo se eligen cuatro equipos y se hace un partido de jugadores mezclados.

- Entrenamiento: Modo de entrenamiento en el que pueden aprender a manejar los controles.

- Editar: Puedes editar equipos, creando jugadores y haciendo modificaciones en los jugadores existentes.

- Opciones: Tienes disponibles opciones que incluyen la gestión de datos guardados, el museo PES y la PES-Shop.

- Red: A través de la red, puedes jugar partidos contra adversarios de todo el mundo (jugadores de PES).

## Selecciones nacionales

### Europa (UEFA), 32 selecciones
| - Alemania - Austria - Bélgica - Bulgaria - Croacia - Dinamarca - Escocia - Eslovaquia - Eslovenia - España - Finlandia - Francia - Gales - Grecia - Hungría - Inglaterra - Irlanda - Irlanda del Norte - Italia - Letonia - Noruega - Países Bajos - Polonia - Portugal - República Checa - Rumanía - Rusia - Serbia y Montenegro - Suecia - Suiza - Turquía - Ucrania |

### África (CAF), 8 selecciones
| - Angola Nuevo - Camerún - Costa de Marfil - Ghana Nuevo | - Nigeria - Sudáfrica - Togo Nuevo - Túnez |

### América (CONCACAF y CONMEBOL), 12 selecciones
| - Argentina - Brasil - Chile - Colombia - Costa Rica - Ecuador | - Estados Unidos - México - Paraguay - Perú - Trinidad y Tobago Nuevo - Uruguay |

### Asia-Oceanía (AFC y OFC), 5 selecciones
| - Arabia Saudita - Australia | - Corea del Sur - Irán - Japón |

### Clásicos, 7 selecciones
| - Alemania Clásica - Argentina Clásica - Brasil Clásico - Francia Clásica | - Inglaterra Clásica - Italia Clásica - Holanda Clásica |

Notas

Negrita – Equipos totalmente licenciados

### Desafío internacional, 17 selecciones

#### Europa (UEFA), 3 selecciones
| - Bosnia y Herzegovina - Estonia - Israel |

#### América (CONCACAF y CONMEBOL), 6 selecciones
| - Bolivia - Guatemala - Honduras - Jamaica - Panamá - Venezuela |

#### Asia (AFC), 8 selecciones
| - Baréin - China - Corea del Norte - Emiratos Árabes Unidos - Irak - Jordania - Kuwait - Uzbekistán |

## Clubes

### Liga Inglesa
| - Arsenal - Aston Villa (West Midlands Village) - Blackburn Rovers (Lancashire) - Bolton Wanderers (Middlebrook) - Charlton Athletic (South East London Reds) - Chelsea (North London FC) - Everton (Merseyside Blue) - Fulham (West London White) - Liverpool (Merseyside Red) - Manchester City (Man Blue) | - Manchester United - Middlesbrough (Teesside) - Newcastle United (Tyneside) - Portsmouth (Pompy) - Reading (Berkshire Blues) - Sheffield United (South Yorkshire) - Tottenham Hotspur (North East London) - Watford (Hertfordshire) - West Ham United (East London) - Wigan Athletic (Lancashire Athletic) |

### Ligas Licenciadas
Todos los equipos licenciados:
- Ligue 1
- Serie A
- Eredivisie
- Liga Española

### Otros Equipos
| - Anderlecht (Bruxelles) - Club Brugge (FC Belgium) - Sparta Praga (AC Czech) - F.C. Copenhagen - Bayern de Múnich - Juventus* - Olympiacos Piraeus - Panathinaikos (Athenakos FC) - Rosenborg BK - Benfica - FC Porto | - Sporting Lisbon - Celtic - Rangers - Djurgardens IF - Galatasaray - Fenerbahçe (Constanti) - Beşiktaş (FC Bosphorus) - Dynamo Kiev - Boca Juniors (Patagonia) - River Plate (Pampas) - Sao Paulo FC (Caopolo) |

*: Juventus descendió pero Konami aún posee su licencia.
Notas

Negrita – Equipos totalmente licenciados